# Copa Perú 1994
La Copa Perú 1994 fue la edición número 22 en la historia de la competición. El torneo otorgó un cupo al torneo de Primera División y finalizó el 29 de enero del año siguiente tras terminar el hexagonal final que tuvo como campeón a Atlético Torino. Con el título obtenido este club lograría el ascenso al Campeonato Descentralizado 1995.

## Etapa Regional
A partir de esta temporada, la Federación Peruana de Fútbol dispuso que la Copa Perú en sus etapas Distrital, Provincial, Departamental, Regional y Nacional se jugasen en una sola temporada y no en dos como ocurría desde 1975 (Distrital, Provincial, Departamental en un año; Regional y Nacional, en otro). De esta manera clasificaron a esta fase los equipos campeones de cada departamento del Perú correspondientes a las ediciones de las Etapas Departamentales de 1993 y 1994. A estos equipos se unieron Universidad Técnica de Cajamarca que descendió del Campeonato Descentralizado 1993 y Octavio Espinosa que descendió de la Segunda División 1993. También participaron los cinco equipos que llegaron al hexagonal final de la Copa Perú 1993 y no lograron el ascenso, además de Deportivo Cadet que fue el mejor clasificado del cuadrangular final del Interligas de Lima 1994 que no logró el ascenso a la Segunda División 1995. Los equipos fueron agrupados en doce regiones cuyos campeones formaron seis llaves y los ganadores de cada una disputarían un hexagonal en Lima para definir al campeón del torneo.

### Región I
| Departamento | Club                        | Ciudad             | Condición    |
| ------------ | --------------------------- | ------------------ | ------------ |
| Piura        | Atlético Grau de Mallaritos | Marcavelica        | Campeón 1993 |
| Piura        | Atlético Torino             | Talara             | Campeón 1994 |
| Tumbes       | Sport Cabuyal               | Pampas de Hospital | Campeón 1993 |
| Tumbes       | Alianza Tumbesina           | Tumbes             | Campeón 1994 |

Clasificado: Atlético Torino.

### Región II
| Departamento | Club                             | Ciudad    | Condición                       |
| ------------ | -------------------------------- | --------- | ------------------------------- |
| Cajamarca    | Comerciantes Scorpion            | Cajamarca |                                 |
| Cajamarca    | Magnum                           |           |                                 |
| Cajamarca    | Universidad Técnica de Cajamarca | Cajamarca | Descendido Descentralizado 1993 |
| Lambayeque   | Juan Pardo y Miguel              | Pátapo    | Campeón 1993                    |
| Lambayeque   | Boca Juniors                     | Chiclayo  | Campeón 1994                    |

Clasificado: Boca Juniors.

### Región III
| Departamento | Club                           | Ciudad     | Condición                |
| ------------ | ------------------------------ | ---------- | ------------------------ |
| Áncash       | José Gálvez FBC                | Chimbote   | Campeón 1993             |
| Áncash       | Pesca Perú                     | Huarmey    | Campeón 1994             |
| Áncash       | Unión Juventud                 | Chimbote   | Finalista Copa Perú 1993 |
| La Libertad  | Instituto Superior Tecnológico | Huamachuco | Campeón 1993             |
| La Libertad  | Defensor Taller                | Laredo     | Campeón 1994             |

Clasificado: José Gálvez FBC.

### Región IV
| Departamento | Club                      | Ciudad       | Condición                        |
| ------------ | ------------------------- | ------------ | -------------------------------- |
| Ica          | Juan Mata                 | Nasca        | Campeón 1993                     |
| Ica          | Independiente Los Ángeles | Chincha Alta | Campeón 1994                     |
| Ica          | Octavio Espinosa          | Ica          | Descendido Segunda División 1993 |
| Lima         | Sporting Cristal          | Puerto Supe  | Campeón 1993                     |
| Lima         | Atlético Independiente    | Cañete       | Campeón 1994                     |
| Lima         | Deportivo Cadet           | Lima         | Tercero Región Promocional 1994  |

Clasificado: Octavio Espinosa.

### Región V
| Departamento | Club                            | Ciudad      | Condición    |
| ------------ | ------------------------------- | ----------- | ------------ |
| Amazonas     | Deportivo Sachapuyos            | Chachapoyas | Campeón 1993 |
| Amazonas     | Deportivo Hospital              | Chachapoyas | Campeón 1994 |
| San Martín   | Asociación Deportiva Ingeniería | Tarapoto    | Campeón 1993 |
| San Martín   | Atlético Nacional               | Campanilla  | Campeón 1994 |

Clasificado: Atlético Nacional.

### Región VI
| Departamento | Club                        | Ciudad        | Condición                |
| ------------ | --------------------------- | ------------- | ------------------------ |
| Loreto       | Politécnico                 | Iquitos       | Campeón 1993             |
| Loreto       | Libertad                    | Iquitos       | Campeón 1994             |
| Loreto       | Colegio Nacional de Iquitos | Iquitos       | Finalista Copa Perú 1993 |
| Ucayali      | La Loretana                 | Pucallpa      | Campeón 1993             |
| Ucayali      | Alianza Callao              | Puerto Callao | Campeón 1994             |

Clasificado: La Loretana.

### Región VII
| Departamento | Club                | Ciudad       | Condición    |
| ------------ | ------------------- | ------------ | ------------ |
| Huancavelica | 7 de Agosto         | Huancavelica | Campeón 1993 |
| Huancavelica | Racing FBC          | Huancavelica | Campeón 1994 |
| Junín        | Municipal Asociados | Jauja        | Campeón 1993 |
| Junín        | Cultural Hidro      | La Oroya     | Campeón 1994 |

Clasificado: Cultural Hidro.

### Región VIII
| Departamento | Club           | Ciudad      | Condición                |
| ------------ | -------------- | ----------- | ------------------------ |
| Huánuco      | Universitario  | Huánuco     | Campeón 1993             |
| Huánuco      | Unheval        | Huánuco     | Campeón 1994             |
| Huánuco      | Mariano Santos | Tingo María | Finalista Copa Perú 1993 |
| Pasco        | Unión Mercado  | Pasco       | Campeón 1993             |
| Pasco        | Universitario  | Yanacancha  | Campeón 1994             |

Clasificado: Unheval.

### Región IX
| Departamento | Club                | Ciudad      | Condición                   |
| ------------ | ------------------- | ----------- | --------------------------- |
| Ayacucho     | Deportivo DASA      | Ayacucho    | Campeón 1993                |
| Ayacucho     | Social Magdalena    | Ayacucho    | Campeón 1994                |
| Apurímac     | Mariano Melgar      | Andahuaylas | Campeón 1993                |
| Apurímac     | Deportivo Educación | Abancay     | Campeón 1994 (No participó) |

Clasificado: Social Magdalena.

### Región X
| Departamento  | Club                | Ciudad           | Condición                |
| ------------- | ------------------- | ---------------- | ------------------------ |
| Cuzco         | Deportivo Municipal | Quillabamba      | Campeón 1993             |
| Cuzco         | Antenor Escudero    | Sicuani          | Campeón 1994             |
| Cuzco         | Deportivo Garcilaso | Cuzco            | Finalista Copa Perú 1993 |
| Madre de Dios | 30 de Agosto        | Puerto Maldonado | Campeón 1993             |
| Madre de Dios | Estudiantes Unidos  | Puerto Maldonado | Campeón 1994             |

Clasificado: Deportivo Garcilaso.

### Región XI
| Departamento | Club               | Ciudad   | Condición                |
| ------------ | ------------------ | -------- | ------------------------ |
| Arequipa     | Estrella del Misti | Arequipa | Campeón 1993             |
| Arequipa     | Yanahuara          | Arequipa | Campeón 1994             |
| Arequipa     | FBC Aurora         | Arequipa | Finalista Copa Perú 1993 |
| Tacna        | Mariscal Cáceres   | Calana   | Campeón 1993             |
| Tacna        | Coronel Bolognesi  | Tacna    | Campeón 1994             |

Clasificado: FBC Aurora.

### Región XII
| Departamento | Club           | Ciudad       | Condición    |
| ------------ | -------------- | ------------ | ------------ |
| Moquegua     | Mariscal Nieto | Ilo          |              |
| Moquegua     | América        |              |              |
| Puno         | Lunar de Oro   | La Rinconada | Campeón 1993 |
| Puno         | Alfonso Ugarte | Puno         | Campeón 1994 |

Clasificado: Alfonso Ugarte.

## Etapa Nacional
| Local ida        | Resultado global | Local vuelta        | Ida | Vuelta |
| ---------------- | ---------------- | ------------------- | --- | ------ |
| Atlético Torino  | 2-1              | Boca Juniors        | 1-1 | 1-0    |
| Octavio Espinosa | 0-3              | José Gálvez FBC     | 0-2 | 0-1    |
| La Loretana      | 2-1              | Atlético Nacional   | 1-0 | 1-1    |
| Cultural Hidro   |                  | Unheval             |     |        |
| Social Magdalena | 2-2              | Deportivo Garcilaso | 0-0 | 2-2    |
| FBC Aurora       | 3-3              | Alfonso Ugarte      | 2-1 | 1-2    |

Partidos extras
| Fecha      |                     | Resultado |                  |
| ---------- | ------------------- | --------- | ---------------- |
|            | Deportivo Garcilaso |           | Social Magdalena |
| 28/12/1994 | FBC Aurora          | 6 - 1     | Alfonso Ugarte   |

## Hexagonal Final
| Equipo                     | PJ | PG | PE | PP | GF | GC | DG | Pts |
| -------------------------- | -- | -- | -- | -- | -- | -- | -- | --- |
| Atlético Torino            | 5  | 3  | 2  | 0  | 9  | 4  | +5 | 8   |
| FBC Aurora                 | 5  | 3  | 1  | 1  | 8  | 4  | +4 | 7   |
| José Gálvez FBC            | 5  | 2  | 2  | 1  | 11 | 4  | +7 | 6   |
| La Loretana                | 5  | 2  | 2  | 1  | 6  | 5  | +1 | 6   |
| Cultural Hidro de La Oroya | 5  | 1  | 0  | 4  | 6  | 14 | -8 | 2   |
| Deportivo Garcilaso        | 5  | 0  | 1  | 4  | 5  | 14 | -9 | 1   |

|  | Campeón y asciende al Campeonato Descentralizado 1995 |

| \| Jor. \| Fecha \| Estadio \| Ciudad \| Local \| Score \| Visitante \| \| ---- \| ---------- \| -------- \| ------ \| -------------------------- \| ----- \| -------------------------- \| \| 1 \| 15-01-1995 \| Nacional \| Lima \| Atlético Torino \| 2-1 \| Cultural Hidro de La Oroya \| \| 1 \| 15-01-1995 \| Nacional \| Lima \| FBC Aurora \| 4-0 \| Deportivo Garcilaso \| \| 1 \| 15-01-1995 \| Nacional \| Lima \| José Gálvez FBC \| 0-0 \| La Loretana \| \| 2 \| 18-01-1995 \| Nacional \| Lima \| La Loretana \| 2-1 \| Deportivo Garcilaso \| \| 2 \| 18-01-1995 \| Nacional \| Lima \| José Gálvez FBC \| 6-1 \| Cultural Hidro de La Oroya \| \| 2 \| 18-01-1995 \| Nacional \| Lima \| Atlético Torino \| 0-0 \| FBC Aurora \| \| 3 \| 22-01-1995 \| Nacional \| Lima \| Cultural Hidro de La Oroya \| 1-0 \| Deportivo Garcilaso \| \| 3 \| 22-01-1995 \| Nacional \| Lima \| Atlético Torino \| 1-0 \| José Gálvez FBC \| \| 3 \| 22-01-1995 \| Nacional \| Lima \| FBC Aurora \| 1-0 \| La Loretana \| \| 4 \| 25-01-1995 \| Nacional \| Lima \| José Gálvez FBC \| 2-2 \| Deportivo Garcilaso \| \| 4 \| 25-01-1995 \| Nacional \| Lima \| FBC Aurora \| 3-1 \| Cultural Hidro de La Oroya \| \| 4 \| 25-01-1995 \| Nacional \| Lima \| Atlético Torino \| 1-1 \| La Loretana \| \| 5 \| 29-01-1995 \| Nacional \| Lima \| La Loretana \| 3-2 \| Cultural Hidro de La Oroya \| \| 5 \| 29-01-1995 \| Nacional \| Lima \| Atlético Torino \| 5-2 \| Deportivo Garcilaso \| \| 5 \| 29-01-1995 \| Nacional \| Lima \| José Gálvez FBC \| 3-0 \| FBC Aurora \| |            |          |        |                            |       |                            |
| Jor. | Fecha      | Estadio  | Ciudad | Local                      | Score | Visitante                  |
| 1 | 15-01-1995 | Nacional | Lima   | Atlético Torino            | 2-1   | Cultural Hidro de La Oroya |
| 1 | 15-01-1995 | Nacional | Lima   | FBC Aurora                 | 4-0   | Deportivo Garcilaso        |
| 1 | 15-01-1995 | Nacional | Lima   | José Gálvez FBC            | 0-0   | La Loretana                |
| 2 | 18-01-1995 | Nacional | Lima   | La Loretana                | 2-1   | Deportivo Garcilaso        |
| 2 | 18-01-1995 | Nacional | Lima   | José Gálvez FBC            | 6-1   | Cultural Hidro de La Oroya |
| 2 | 18-01-1995 | Nacional | Lima   | Atlético Torino            | 0-0   | FBC Aurora                 |
| 3 | 22-01-1995 | Nacional | Lima   | Cultural Hidro de La Oroya | 1-0   | Deportivo Garcilaso        |
| 3 | 22-01-1995 | Nacional | Lima   | Atlético Torino            | 1-0   | José Gálvez FBC            |
| 3 | 22-01-1995 | Nacional | Lima   | FBC Aurora                 | 1-0   | La Loretana                |
| 4 | 25-01-1995 | Nacional | Lima   | José Gálvez FBC            | 2-2   | Deportivo Garcilaso        |
| 4 | 25-01-1995 | Nacional | Lima   | FBC Aurora                 | 3-1   | Cultural Hidro de La Oroya |
| 4 | 25-01-1995 | Nacional | Lima   | Atlético Torino            | 1-1   | La Loretana                |
| 5 | 29-01-1995 | Nacional | Lima   | La Loretana                | 3-2   | Cultural Hidro de La Oroya |
| 5 | 29-01-1995 | Nacional | Lima   | Atlético Torino            | 5-2   | Deportivo Garcilaso        |
| 5 | 29-01-1995 | Nacional | Lima   | José Gálvez FBC            | 3-0   | FBC Aurora                 |

| Campeón                    |
| Atlético Torino 5.º título |